# ミシェル・ド・セルトー
ミシェル・ド・セルトー（Michel de Certeau, 1925年 - 1986年1月9日）は、フランスの歴史家、社会理論家、哲学者。サヴォワ県に生まれ、1950年にイエズス会士に、1986年に他界するまでカトリック教会の司祭を務めた。パリ・カトリック学院、パリ第7大学、パリ第8大学で教えたのち、カリフォルニア大学サンディエゴ校教授、パリ社会科学高等研究学院教授を歴任。1986年にパリで没する。

## 思想
ジークムント・フロイトの流れを汲む精神分析を摂取しつつ宗教史、特に神秘主義的キリスト教の研究から出発した。正統的な歴史から排除されてきた民衆文化を動的な日常的実践の中で捉えようと努めた。
セルトーは、多様なテーマを取り上げて複数の分野に影響を与えたが、自身の学問的アイデンティティを神秘主義研究に置き、自身を霊性史家として考えていた。キリスト教神秘主義が自明性を失い始めた時代に、その意味を理解するためには、現代までの長い歴史に渡って多様で複雑な文化的発展を捉えることができる理論的背景が必要であった。そのために必要なものをラカン派精神分析と記号論に新しい方法論に見出し、歴史記述の問題を考察することを通じて、セルトーは自身の思想を作り上げていった。
16世紀と17世紀における神秘主義者の役割を理解するために培った洞察を、セルトーは自分と同時代のパリの街頭で抗議する学生たちに適用することができた。五月危機を扱った『パロールの奪取』で、セルトーはこの出来事を、17世紀フランスのルーダンで起こった憑依現象のアナロジーとして把握した。この著作をきっかけにセルトーは、神秘主義から世俗世界の「普通の人々」の研究へと向かうことになる。
その後、セルトーは、アメリカで日常言語学派の仕事と出会い、日常生活の実践に関する理論を展開した。この方面の仕事は『日常的実践のポイエティーク』に結実した。
一方で、セルトーは最後まで近世神秘主義史の研究を続け、1982年に『La fable mystique』第1巻を刊行した。1986年に早世したため、第2巻は生涯の協力者であるルーチェ・ジャールによって完成され、2013年に出版された。

## 影響
彼の日常生活実践をめぐる作品は、英語に翻訳され、カルチュラル・スタディーズの発展にとって不可欠な基盤となった。
また、文化的実践の歴史と分析において、「空間」を重要なカテゴリーとして用いたことは、後の歴史学や美術史における「空間論的転回」にも影響を及ぼしている。
セルトーが生涯続けた近世の神秘主義に関する研究は、宗教学や神学における画期的なものであったが、フランスやドイツで影響力を持った一方、英米では広がらなかった。
そのため、「アメリカ人」（文化研究者）としてのセルトーと、「ヨーロッパ人」（神秘主義史家）としてのセルトーを、便宜上区別することがある。

## 主要著作
- La prise de parole : pour une nouvelle culture.Desclée De Brouwer, 1968.
『パロールの奪取―新しい文化のために』（佐藤和生訳、法政大学出版局、1998年）
- La Culture au Pluriel. Union Générale d'Editions,1974.
『文化の政治学』（山田登世子訳、岩波書店、1999年）
- L'Ecriture de l'Histoire. Editions Gallimard. 1975.
『歴史のエクリチュール』（佐藤和生訳、法政大学出版局、1996年）
- La Fable Mystique. vol. 1, XVIe-XVIIe Siècle. Editions Gallimard. 1982.
- La Faiblesse de Croire. Edited by Luce Giard. Seuil. 1987.
- Histoire et psychanalyse entre science et fiction, Présentation de Luce Giard, Paris, Gallimard, 1987.
『歴史と精神分析―科学と虚構の間で』（内藤雅文訳、法政大学出版局、2003年）
- L'Invention du Quotidien. Vol. 1, Arts de Faire. Union générale d'éditions 10-18. 1980.
『日常的実践のポイエティーク』（山田登世子訳、国文社、1987年）
- With Dominique Julia and Jacques Revel. Une Politique de la Langue : La Révolution Française et les Patois, l'enquête de Grégoire. Gallimard. 1975.
- La Possession de Loudun'. Gallimard. 1970. 
『ルーダンの憑依』（矢橋透訳、みすず書房、2008年）